# Impasse Érard
L'impasse Érard est une voie située dans le quartier de Picpus du 12e arrondissement de Paris. 

## Situation et accès
L'impasse Érard est accessible par les lignes métro 1 et 8 à la station Reuilly - Diderot.

## Origine du nom
Elle porte le nom du facteur de pianos et de harpes, Sébastien Érard, en raison de sa proximité avec la rue éponyme.

## Historique
Ancienne « impasse Saint-Charles », elle prend son nom de la rue Érard à partir de laquelle elle débute.